# مارینا آرزاماسووا
مارینا آرزاماسووا (بلاروسی: Марына Аляксандраўна Арзамасава (Катовіч)؛ زادهٔ ۱۷ دسامبر ۱۹۸۷) دونده دو نیمه‌استقامت اهل بلاروس است.
وی در مسابقات بین‌المللی در مجموع برندهٔ ۲ مدال طلا و ۳ مدال برنز شده‌است.